# John McCloskey
John McCloskey (1810 - 1885) là một Hồng y người Hoa Kỳ của Giáo hội Công giáo Rôma. Ông từng đảm trách vai trò Giám mục phó Giáo phận New York (1843 - 1847), giám mục chính tòa Giáo phận Albany (1847 - 1864) và Tổng giám mục Trưởng Giáo tỉnh New York kiêm Tổng giám mục Tổng giáo phận New York (1964 - 1885). Ông được vinh thăng Hồng y năm 1875, với tước hiệu Hồng y đẳng Linh mục Nhà thờ S. Maria sopra Minerva. Ông cũng chính là Hồng y người Hoa Kỳ đầu tiên, đồng thời cũng là Hồng y đầu tiên xuất thân từ Tây Bán cầu.

## Thân thế và thời niên thiếu
John McCloskey sinh ngày 10 tháng 3 năm 1810, xuất thân là con của người nhập cư Ailen đến sinh sống tại Brooklyn, New York, Hoa Kỳ. Cha mẹ ông là ông Patrick và Elizabeth Harron McCloskey. Ông Patrick hành nghề nhân viên bán hàng, qua đời khi John mới 15 tuổi. Sau đó, John được Cornelius Heeney, một thương nhân giàu có chăm nom và bảo trợ.
Khi McCloskey 17 tuổi, ông gặp tai nạn nghiêm trọng khi cưỡi bò kéo xe chở gỗ. Vụ tai nạn làm các khúc gỗ đè lên người ông trong vài giờ, làm ông mất thị lực và bất tỉnh trong vài ngày sau đó. Về sau, thị lực ông dần phục hồi, tuy vậy sức khỏe vĩnh viễn bị suy yếu.
John McCloskey tốt nghiệp trường Cao đẳng Mount Saint Mary ở Emmitsburg, bang Maryland vào năm 1828, sau đó trở lại trường một năm sau đó để học theo con đường trở thành một giáo sĩ.

## Thời kỳ là linh mục
Sau quá trình tu học, John McCloskey được truyền chức linh mục ngày 12 tháng 1 năm 1834, là linh mục thuộc giáo phận New York. Vị linh mục trẻ tuổi mong muốn truyền giáo cho các bệnh nhân đang mắc bệnh tả, nhưng giám mục giáo phận quyết định cử ông đi học Đại học Giáo hoàng Gregorian và Đại học Sapienza tại Rôma. Sau khi kết thúc thời gian du học, linh mục McCloskey trở về Hoa Kỳ, được chọn làm linh mục chánh xứ giáo xứ Saint Joseph tại Greenwich Village và đảm nhận các công việc mục vụ tại đây từ năm 1837 đến năm 1844. Trong thời kỳ làm chánh xứ, McCloskey quan tâm đặc biệt đến những trẻ em vô gia cư. Song song với khoảng thời gian làm chánh xứ, ông cũng đảm trách cương vị chủ tịch đầu tiên của Saint John's College tại Fordham trong thời gian ngắn từ năm 1841 đến năm 1842.

## Thời kỳ làm giám mục
Ngày 21 tháng 11 năm 1843, Tòa Thánh loan tin bổ nhiệm linh mục John McCloskey làm Giám mục phó Giáo phận New York, danh nghĩa Giám mục Hiệu tòa Axieri (Azieri). Lễ tấn phong cho vị tân giám mục được cử hành ngày 10 tháng 3 năm 1844 tại Thánh đường Saint Patrick, New York, Hoa Kỳ. Nghi thức truyền chức cử hành bởi vị Chủ phong là Giám mục chính tòa Giáo phận New York John Joseph Hughes và hai vị phụ phong, gồm giám mục Benedict Joseph Fenwick, S.J., giám mục chính tòa Giáo phận Boston, Massachusetts và giám mục Richard Vincent Whelan, giám mục chính tòa giáo phận Richmond, bang Virginia. Lý do vị tân giám mục được chọn là vì ông thông thạo nhiều ngoại ngữ và thoải mái với tầng lớp thượng lưu tại thành phố New York.
Hơn ba năm sau lễ tấn phong, Tòa Thánh điều chuyển giám mục John McCloskey làm giám mục chính tòa giáo phận Albany, bang New York. Trong thời gian quản lý giáo phận, ông đã cho thiết lập chủng viện giáo phận, mười lăm trường học khác và 3 học viện nam và một học viện nữ. Ngoài các cơ sở giáo dục, ông cũng cho thiết lập bốn trại trẻ mồ côi.

## Tổng giám mục, thăng Hồng y
Với hơn 20 năm kinh nghiệm làm giám mục, John McCloskey được thăng Tổng giám mục Tổng giáo phận New York ngày 6 tháng 5 năm 1864. Trong thời gian này, ông từng tham gia công đồng Vatican I (1869 - 1870).
Ngày 15 tháng 3 năm 1875, ông được vinh thăng Hồng y và chính thức nhận tước hiệu Hồng y Đẳng linh mục Nhà thờ Santa Maria sopra Minerva ngày 17 tháng 9 cùng năm. Ông là vị hồng y người Hoa Kỳ đầu tiên.
Ông không thể tham gia Mật nghị Hồng y tổ chức năm 1878 do đến quá muộn, dù trước đó, ông lập tức khởi hành khi biết in Giáo hoàng Piô IX qua đời. Tân Giáo hoàng Lêô XII quyết định ban tặng mũ biretta Hồng y của mình cho Hồng y John McCloskey.
Trong thời kỳ làm Tổng giám mục New York, ông đã cho thành lập 88 giáo xứ, vô số trường học, một số xã hội từ thiện cho trẻ em và một bệnh viện tâm thần. Một công việc được đánh giá cao của ông, đi kèm với sự giúp đỡ của Tổng thống Chester A. Arthur là việc ngăn chặn đề xuất xúc tiến của chính phủ Ý trong việc thành lập Đại học Giáo hoàng Bắc Mỹ. Năm 1880, công việc mục vụ của Hồng y McCloskey trở nên nhẹ nhàng hơn khi Tòa Thánh bổ nhiệm Tổng giám mục phó Michael Augustine Corrigan. Sau dịp lễ kỷ niệm 50 năm linh mục, ông dần rút khỏi các công việc mục vụ.
Ông qua đời ngày 10 tháng 10 năm 1885, thọ 76 tuổi.